# شانتل سوابی
شانتل سوابی (انگلیسی: Chantelle Swaby؛ زادهٔ ۶ اوت ۱۹۹۸) بازیکن فوتبال اهل جامائیکا است.
وی همچنین در تیم‌های ملی فوتبال United States women's national under-19 soccer team و زنان جامائیکا بازی کرده‌است.